# قلبي يهواك (فلم)
قلبي يهواك هو فيلمٌ مصريٌ أُنتج عام 1955، أخرجه حسين صدقي.

## قصة الفيلم
يعمل أحمد (حسين صدقي) مديراً لقسم الحرائر في محل الأقمشة الذي يملكه فريد (زكي إبراهيم)، بعد أن ترك طنطا هربا من قسوة أبيه، وزوجته.
يقع أحمد في حب سعاد (صباح) ابنة فريد صاحب المحل، التي تبادله الحب بدون أن يصارح أي منهما بمشاعره للآخر. يحجم أحمد عن الإفصاح بمشاعره لسعاد لأنها كانت مخطوبة لتوفيق (محمد الديب).
تقرر سعاد فسخ خطبتها من توفيق، لعلها تتمكن من أن تتزوج أحمد. لكن أفكار (سميحة أيوب)، طليقة أحمد، تعود إليه قائلة أنها حامل بابنه، فيضطر أحمد لإرجاعها.
يموت والد أحمد (إبراهيم حشمت)، ويرثه أحمد، ويقوم بافتتاح محل أقمشة خاص به، مصطحبا معه جميل (عبد الغني قمر)، صديقه في محل فريد. ثم يتقدم زكي (نور الدمراش)، أحد العاملين في محل فريد، لخطبة سعاد، وتوافق سعاد لعلمها أن أحمد لن يترك زوجته أفكار لأجلها.
تزدهر تجارة أحمد المشهور بأمانته، في حين أن زكي الذي لا يتصف بالأمانة، يشرب الخمر، وينفق أمواله على الراقصة فيفي (نادية جمال).
يسافر الجميع إلى لبنان، وهناك تبدأ علاقة آثمة بين زكي، وبين أفكار زوجة أحمد، ويموت الاثنان في حادث سيارة، وتكون هذه فرصة لأحمد وسعاد كي يتزوجا.

## شخصيات الفيلم
- أسرة أحمد:
  - حسين صدقي في دور أحمد .
  - سميحة أيوب في دور أفكار، زوجة أحمد.
  - إبراهيم حشمت في دور والد أحمد .
- أسرة سعاد:
  - صباح في دور سعاد فريد.
  - زكي إبراهيم في دور فريد، والد سعاد.
  - إكرام جودت في دور سميحة، ابنة خالة سعاد.
  - فيكتوريا حبيقة في دور خالة سعاد.
  - محمد الديب في دور توفيق، خطيب سعاد الأول.
  - نور الدمرداش في دور زكي، زوج سعاد .
- شخصيات أخرى:
  - عبد الغني قمر في دور جميل، صديق أحمد.
  - نادية جمال في دور الراقصة فيفي.

## إنتاج الفيلم
صور الفيلم في مصر ولبنان، ومنح فيه المخرج حسين صدقي فرصة للوجوه الجديدة مثل نور الدمرداش، وسميحة أيوب، وعبد الغني قمر، بأداء أدوار رئيسية في الفيلم، وأسماهم "الحقن"، بمعنى حقن السينما بالوجوه الجديدة.
مثل الفيلم الظهور السينمائي الوحيد للمطربة إكرام جودت. كما كان الفيلم آخر مرة يلتقي فيها حسين صدقي مع صباح، وكانا قد التقيا قبل ذلك في فيلمي أول الشهر (1945)، ويا ظالمني (1954). [بحاجة لمصدر].

## أغاني الفيلم
ألف أغاني الفيلم كلٌ من عبد العزيز سلام، وأسعد سابا، وأسعد السبعلي، ولحنها زكريا أحمد، وكمال الطويل، ومحمد الموجي، ومحمد محسن، ووديع خونده (أو خُنده).